# Žarko Dolinar

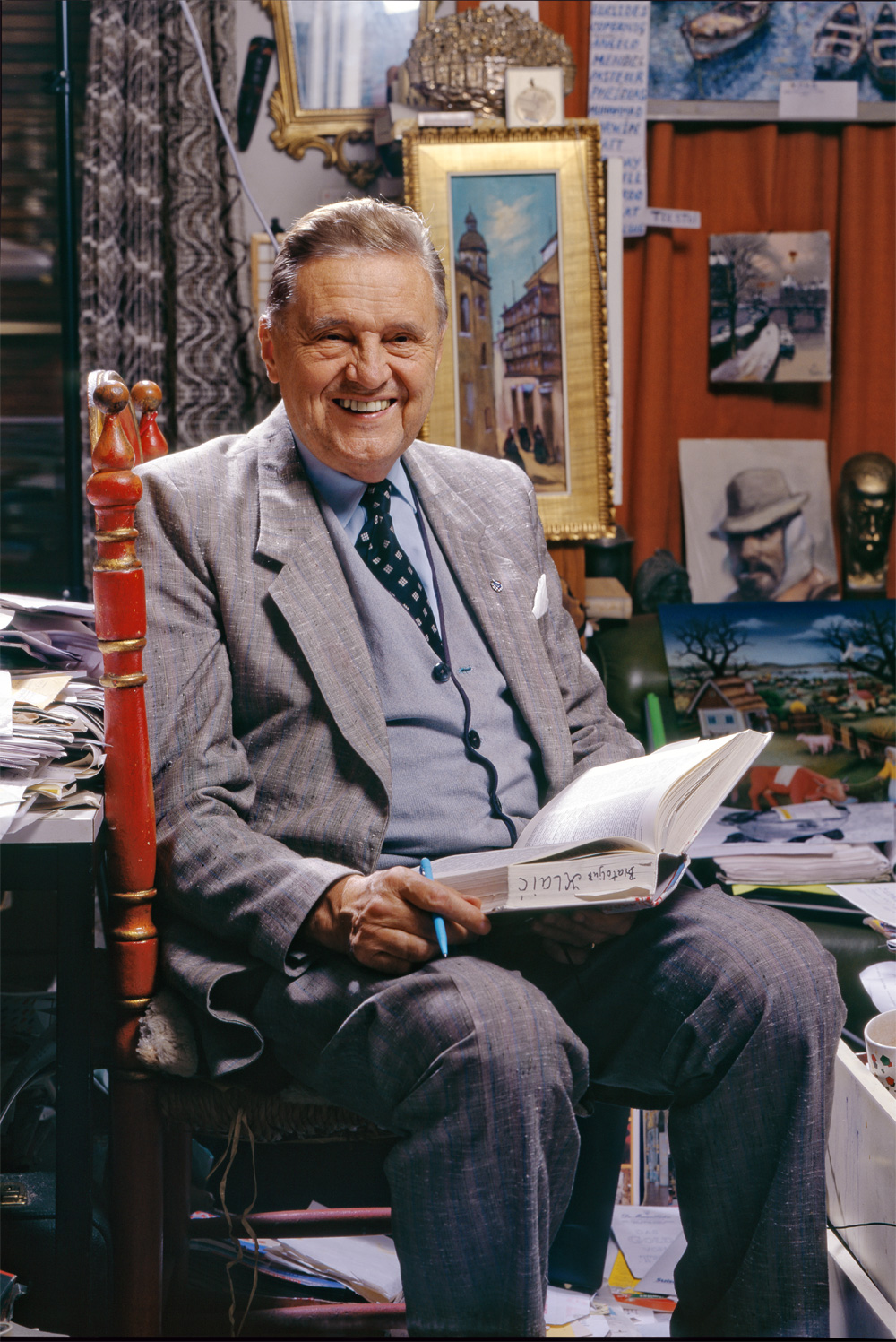
Žarko Dolinar (2002)

Žarko Dolinar (* 3. Juli 1920 in Koprivnica; † 9. März 2003 in Basel) war ein jugoslawischer Tischtennisspieler, Trainer, Mediziner und Gerechter unter den Völkern. Er gewann acht Medaillen bei Weltmeisterschaften, 1954 wurde er Weltmeister im Doppel.

## Leben
Dolinar promovierte zum Doktor der Anatomie, Histologie und Embryologie an der Universität Zagreb und lehrte als Dozent und Professor (ab 1970) an der medizinischen Fakultät der Universität Basel. Bis heute (2006) ist er der einzige Tischtennis-Weltmeister mit Doktortitel. Dolinar spielte im Penholder-Stil mit einem selbstgefertigten Schläger, der durch ein riesiges Schlägerblatt auffiel.
Während des Zweiten Weltkrieges rettete er Juden vor dem Naziregime, wofür ihm die Gedenkstätte Yad Vashem den Titel Gerechter unter den Völkern verlieh. Im Jahre 1967 war Dolinar Initiator der Gründung des Swaythling Club International, dessen Ehrenvorsitz er später innehatte. Dolinar leitete später zeitweilig den Kroatischen Tischtennisverband. Zuletzt lebte er in Riehen.

## Erfolge
- WM 1939: Silber mit der Mannschaft Jugoslawiens, Bronze im Einzel
- WM 1951: Bronze mit der Mannschaft Jugoslawiens
- WM 1953: Silber im Mixed mit Ermelinde Wertl
- WM 1954: Gold im Doppel mit Vilim Harangozo, Bronze im Mixed mit Ermelinde Wertl
- WM 1955: Silber im Einzel (hinter dem Japaner Toshiaki Tanaka), Silber im Doppel mit Vilim Harangozo – Das Endspiel im Einzel dauerte nur 14 Minuten.

## Sonstiges
In Stuttgart hat sich der Tischtennisverein TTC Zarko Dolinar Stuttgart nach ihm benannt.
Nach seinem Tod wurde er auf dem Mirogoj-Friedhof in Zagreb beigesetzt.

## Turnierergebnisse
| Verband | Veranstaltung     | Jahr | Ort       | Land | Einzel     | Doppel        | Mixed        | Team |
| ------- | ----------------- | ---- | --------- | ---- | ---------- | ------------- | ------------ | ---- |
| YUG     | Weltmeisterschaft | 1959 | Dortmund  | FRG  | letzte 256 | keine Teiln.  | keine Teiln. |      |
| YUG     | Weltmeisterschaft | 1957 | Stockholm | SWE  | letzte 256 | letzte 16     | keine Teiln. | 5    |
| YUG     | Weltmeisterschaft | 1955 | Utrecht   | NED  | Silber     | Silber        | letzte 16    | 5    |
| YUG     | Weltmeisterschaft | 1954 | Wembley   | ENG  | letzte 64  | Gold          | Halbfinale   | 4    |
| YUG     | Weltmeisterschaft | 1953 | Bukarest  | ROU  | letzte 16  | Viertelfinale | Silber       | 5    |
| YUG     | Weltmeisterschaft | 1951 | Wien      | AUT  | letzte 32  | letzte 16     | keine Teiln. | 3    |
| YUG     | Weltmeisterschaft | 1949 | Stockholm | SWE  | letzte 32  | letzte 16     | keine Teiln. | 7    |
| YUG     | Weltmeisterschaft | 1948 | Wembley   | ENG  | letzte 64  | Viertelfinale | keine Teiln. | 5    |
| YUG     | Weltmeisterschaft | 1939 | Kairo     | EGY  | Halbfinale | letzte 16     | Scratched    | 2    |

## Philatelie
Von der Post in Zagreb / Kroatien wurde am 7. April 2002 ein Sonderstempel zur Tischtenniseuropameisterschaft 2002 verwendet mit dem Text „Zarko Dolinar London 1954“.